# بريتن نورمان بي إن-1
بريتن نورمان بي إن-1 (بالإنجليزية: Britten-Norman BN-1)‏ هي طائرة خفيفة ذات مقعد واحد، بني في عام، 1950. أنتجت في المملكة المتحدة. من صناعة بريتن نورمان. كان أول طيران لها في 1951. انتهت خدمتها في 1959. صنع منها طائرة واحدة.